# なりたい!知りたい!人気お仕事ランキング
『なりたい!知りたい!人気お仕事ランキング』（なりたい!しりたい!にんきおしごとランキング）は、テレビ東京系列局ほかで放送されたテレビ東京製作のバラエティ番組である。2011年から2013年まで6回放送された。

## 概要
毎回様々なジャンルの仕事に密着し、その裏側を伝える。
第1回と第2回は『月曜プレミア!』枠で放送されたが、2012年3月をもって同枠が終了したため、第3回・第4回・第6回は『日曜ビッグバラエティ』枠、第5回は金曜日に放送された。

## 出演者

### 司会
- キャイ〜ン
- 相内優香 - 第1回・第3回・第4回・第5回・第6回に出演。
- 松丸友紀 - 第2回のみに出演。

## 放送リスト
| 回数 | 放送日         | 日時               | 取り上げ内容                                             | ゲスト                                                       |
| ---- | -------------- | ------------------ | -------------------------------------------------------- | ------------------------------------------------------------ |
| 1    | 2011年6月13日  | 月曜 20:00 - 21:54 |                                                          | 堀ちえみ、槙原寛己、矢口真里、NON STYLE／遠藤保仁（VTR出演） |
| 2    | 2011年11月7日  | 月曜 20:00 - 21:54 | 裏側を見てみたい人気お仕事ランキング                     | SHELLY、武田修宏、岩清水梓                                   |
| 3    | 2012年6月10日  | 日曜 19:54 - 21:48 | 親が子供につかせたい人気お仕事ランキング                 | 土田晃之、野口健、MEGUMI、森永卓郎                           |
| 4    | 2012年11月18日 | 日曜 19:54 - 21:48 | 中高年に聞いた、生まれ変わったら就きたいお仕事ランキング | 川合俊一、坂下千里子、やくみつる、LiLiCo                     |
| 5    | 2013年3月15日  | 金曜 18:55 - 20:54 |                                                          | 山村紅葉、坂下千里子、本村健太郎、中川家礼二                 |
| 6    | 2013年7月28日  | 日曜 19:54 - 21:48 | 裏側が見てみたいお仕事ランキング                         | 中尾ミエ、森永卓郎、安めぐみ、FUJIWARA藤本                   |

## ネット局

### 第1回
| 放送対象地域   | 放送局         | 系列                          | 放送日時                     | 遅れ日数   |
| -------------- | -------------- | ----------------------------- | ---------------------------- | ---------- |
| 関東広域圏     | テレビ東京     | テレビ東京系列                | 2011年6月13日 20:00 - 21:54  | 制作局     |
| 北海道         | テレビ北海道   | テレビ東京系列                | 2011年6月13日 20:00 - 21:54  | 同時ネット |
| 愛知県         | テレビ愛知     | テレビ東京系列                | 2011年6月13日 20:00 - 21:54  | 同時ネット |
| 大阪府         | テレビ大阪     | テレビ東京系列                | 2011年6月13日 20:00 - 21:54  | 同時ネット |
| 岡山県・香川県 | テレビせとうち | テレビ東京系列                | 2011年6月13日 20:00 - 21:54  | 同時ネット |
| 福岡県         | TVQ九州放送    | テレビ東京系列                | 2011年6月13日 20:00 - 21:54  | 同時ネット |
| 鳥取県・島根県 | 山陰放送       | TBS系列                       | 2011年7月3日 14:00 - 15:54   | 20日遅れ   |
| 静岡県         | 静岡放送       | TBS系列                       | 2011年7月9日 14:00 - 15:25   | 26日遅れ   |
| 新潟県         | 新潟放送       | TBS系列                       | 2011年7月13日 23:50 - 25:45  | 30日遅れ   |
| 宮城県         | 東北放送       | TBS系列                       | 2011年7月17日 14:00 - 16:00  | 34日遅れ   |
| 佐賀県         | サガテレビ     | フジテレビ系列                | 2011年7月30日 13:00 - 15:00  | 47日遅れ   |
| 山形県         | テレビユー山形 | TBS系列                       | 2011年8月13日 14:00 - 15:24  | 61日遅れ   |
| 大分県         | テレビ大分     | 日本テレビ系列 フジテレビ系列 | 2011年8月19日 14:05 - 15:30  | 67日遅れ   |
| 福島県         | 福島放送       | テレビ朝日系列                | 2011年8月21日 14:00 - 15:55  | 69日遅れ   |
| 熊本県         | 熊本朝日放送   | テレビ朝日系列                | 2011年9月10日 13:00 - 15:00  | 89日遅れ   |
| 滋賀県         | びわ湖放送     | 独立局                        | 2011年9月26日 19:00 - 20:55  | 105日遅れ  |
| 富山県         | 富山テレビ     | フジテレビ系列                | 2011年9月30日 14:35 - 16:00  | 109日遅れ  |
| 長野県         | テレビ信州     | 日本テレビ系列                | 2011年10月15日 14:30 - 16:25 | 124日遅れ  |
| 長崎県         | 長崎放送       | TBS系列                       | 2011年10月16日 14:00 - 15:24 | 125日遅れ  |
| 岩手県         | テレビ岩手     | 日本テレビ系列                | 2011年11月5日 15:00 - 16:55  | 145日遅れ  |
| 石川県         | テレビ金沢     | 日本テレビ系列                | 2011年11月5日 15:15 - 16:40  | 145日遅れ  |

### 第2回
| 放送対象地域   | 放送局         | 系列           | 放送日時                     | 遅れ日数   |
| -------------- | -------------- | -------------- | ---------------------------- | ---------- |
| 関東広域圏     | テレビ東京     | テレビ東京系列 | 2011年11月7日 20:00 - 21:54  | 制作局     |
| 北海道         | テレビ北海道   | テレビ東京系列 | 2011年11月7日 20:00 - 21:54  | 同時ネット |
| 愛知県         | テレビ愛知     | テレビ東京系列 | 2011年11月7日 20:00 - 21:54  | 同時ネット |
| 大阪府         | テレビ大阪     | テレビ東京系列 | 2011年11月7日 20:00 - 21:54  | 同時ネット |
| 岡山県・香川県 | テレビせとうち | テレビ東京系列 | 2011年11月7日 20:00 - 21:54  | 同時ネット |
| 福岡県         | TVQ九州放送    | テレビ東京系列 | 2011年11月7日 20:00 - 21:54  | 同時ネット |
| 広島県         | 中国放送       | TBS系列        | 2011年12月3日 15:00 - 16:24  | 26日遅れ   |
| 富山県         | 富山テレビ     | フジテレビ系列 | 2011年12月4日 12:30 - 14:30  | 27日遅れ   |
| 静岡県         | 静岡放送       | TBS系列        | 2011年12月4日 15:00 - 16:55  | 27日遅れ   |
| 宮城県         | 東北放送       | TBS系列        | 2011年12月10日 14:00 - 15:54 | 33日遅れ   |
| 岩手県         | テレビ岩手     | 日本テレビ系列 | 2011年12月11日 13:30 - 15:25 | 34日遅れ   |
| 鳥取県・島根県 | 山陰放送       | TBS系列        | 2011年12月17日 12:00 - 13:54 | 40日遅れ   |
| 青森県         | 青森放送       | 日本テレビ系列 | 2011年12月17日 14:00 - 15:55 | 40日遅れ   |
| 新潟県         | 新潟放送       | TBS系列        | 2011年12月29日 23:40 - 25:05 | 52日遅れ   |
| 長野県         | テレビ信州     | 日本テレビ系列 | 2011年12月31日 16:20 - 17:50 | 54日遅れ   |
| 山形県         | テレビユー山形 | TBS系列        | 2012年2月5日 15:30 - 16:54   | 90日遅れ   |
| 石川県         | テレビ金沢     | 日本テレビ系列 | 2012年2月19日 15:00 - 16:25  | 104日遅れ  |
| 秋田県         | 秋田朝日放送   | テレビ朝日系列 | 2012年2月19日 15:30 - 17:25  | 104日遅れ  |
| 滋賀県         | びわ湖放送     | 独立局         | 2012年2月20日 19:00 - 20:55  | 105日遅れ  |
| 熊本県         | 熊本朝日放送   | テレビ朝日系列 | 2012年2月25日 13:00 - 14:55  | 110日遅れ  |

### 第3回
| 放送対象地域   | 放送局           | 系列           | 放送日時                     | 遅れ日数   |
| -------------- | ---------------- | -------------- | ---------------------------- | ---------- |
| 関東広域圏     | テレビ東京       | テレビ東京系列 | 2012年6月10日 19:54 - 21:48  | 制作局     |
| 愛知県         | テレビ愛知       | テレビ東京系列 | 2012年6月10日 19:54 - 21:48  | 同時ネット |
| 大阪府         | テレビ大阪       | テレビ東京系列 | 2012年6月10日 19:54 - 21:48  | 同時ネット |
| 岡山県・香川県 | テレビせとうち   | テレビ東京系列 | 2012年6月10日 19:54 - 21:48  | 同時ネット |
| 福岡県         | TVQ九州放送      | テレビ東京系列 | 2012年6月10日 19:54 - 21:48  | 同時ネット |
| 和歌山県       | テレビ和歌山     | 独立局         | 2012年6月10日 19:54 - 21:48  | 同時ネット |
| 北海道         | テレビ北海道     | テレビ東京系列 | 2012年6月16日 19:00 - 20:54  | 6日遅れ    |
| 静岡県         | テレビ静岡       | フジテレビ系列 | 2012年6月24日 13:00 - 14:55  | 14日遅れ   |
| 佐賀県         | サガテレビ       | フジテレビ系列 | 2012年7月15日 13:55 - 15:55  | 35日遅れ   |
| 宮城県         | 仙台放送         | フジテレビ系列 | 2012年7月28日 12:53 - 14:45  | 48日遅れ   |
| 長崎県         | テレビ長崎       | フジテレビ系列 | 2012年9月15日 14:00 - 15:25  | 97日遅れ   |
| 鹿児島県       | 鹿児島読売テレビ | 日本テレビ系列 | 2012年9月29日 13:30 - 15:25  | 111日遅れ  |
| 高知県         | テレビ高知       | TBS系列        | 2012年11月24日 12:00 - 13:24 | 168日遅れ  |
| 山形県         | テレビユー山形   | TBS系列        | 2012年12月1日 15:00 - 16:54  | 175日遅れ  |

### 第4回
| 放送対象地域   | 放送局         | 系列           | 放送日時                     | 遅れ日数   |
| -------------- | -------------- | -------------- | ---------------------------- | ---------- |
| 関東広域圏     | テレビ東京     | テレビ東京系列 | 2012年11月18日 19:54 - 21:48 | 制作局     |
| 北海道         | テレビ北海道   | テレビ東京系列 | 2012年11月18日 19:54 - 21:48 | 同時ネット |
| 愛知県         | テレビ愛知     | テレビ東京系列 | 2012年11月18日 19:54 - 21:48 | 同時ネット |
| 大阪府         | テレビ大阪     | テレビ東京系列 | 2012年11月18日 19:54 - 21:48 | 同時ネット |
| 岡山県・香川県 | テレビせとうち | テレビ東京系列 | 2012年11月18日 19:54 - 21:48 | 同時ネット |
| 福岡県         | TVQ九州放送    | テレビ東京系列 | 2012年11月18日 19:54 - 21:48 | 同時ネット |
| 岐阜県         | 岐阜放送       | 独立局         | 2012年11月18日 19:54 - 21:48 | 同時ネット |
| 滋賀県         | びわ湖放送     | 独立局         | 2012年11月18日 19:54 - 21:48 | 同時ネット |
| 和歌山県       | テレビ和歌山   | 独立局         | 2012年11月18日 19:54 - 21:48 | 同時ネット |
| 鳥取県・島根県 | 山陰放送       | TBS系列        | 2012年12月2日 14:30 - 15:54  | 14日遅れ   |
| 青森県         | 青森放送       | 日本テレビ系列 | 2012年12月8日 13:00 - 14:55  | 20日遅れ   |
| 静岡県         | テレビ静岡     | フジテレビ系列 | 2012年12月16日 13:00 - 14:55 | 28日遅れ   |
| 佐賀県         | サガテレビ     | フジテレビ系列 | 2012年12月22日 13:00 - 15:00 | 34日遅れ   |
| 熊本県         | 熊本朝日放送   | テレビ朝日系列 | 2012年12月22日 13:00 - 14:55 | 34日遅れ   |
| 福島県         | 福島中央テレビ | 日本テレビ系列 | 2012年12月30日 12:40 - 14:30 | 42日遅れ   |
| 石川県         | テレビ金沢     | 日本テレビ系列 | 2013年1月13日 15:00 - 16:25  | 56日遅れ   |
| 新潟県         | 新潟放送       | TBS系列        | 2013年1月14日 13:55 - 15:50  | 57日遅れ   |
| 宮城県         | 仙台放送       | フジテレビ系列 | 2013年1月26日 13:55 - 15:45  | 69日遅れ   |
| 岩手県         | テレビ岩手     | 日本テレビ系列 | 2013年2月3日 13:30 - 14:55   | 77日遅れ   |
| 広島県         | 中国放送       | TBS系列        | 2013年3月3日 14:54 - 16:54   | 105日遅れ  |
| 高知県         | テレビ高知     | TBS系列        | 2013年3月31日 15:00 - 16:54  | 133日遅れ  |

### 第5回
| 放送対象地域   | 放送局         | 系列           | 放送日時                    | 遅れ日数   |
| -------------- | -------------- | -------------- | --------------------------- | ---------- |
| 関東広域圏     | テレビ東京     | テレビ東京系列 | 2013年3月15日 18:55 - 20:54 | 制作局     |
| 北海道         | テレビ北海道   | テレビ東京系列 | 2013年3月15日 18:55 - 20:54 | 同時ネット |
| 愛知県         | テレビ愛知     | テレビ東京系列 | 2013年3月15日 18:55 - 20:54 | 同時ネット |
| 大阪府         | テレビ大阪     | テレビ東京系列 | 2013年3月15日 18:55 - 20:54 | 同時ネット |
| 岡山県・香川県 | テレビせとうち | テレビ東京系列 | 2013年3月15日 18:55 - 20:54 | 同時ネット |
| 福岡県         | TVQ九州放送    | テレビ東京系列 | 2013年3月15日 18:55 - 20:54 | 同時ネット |
| 岐阜県         | 岐阜放送       | 独立局         | 2013年3月15日 19:00 - 20:54 | 同時ネット |
| 滋賀県         | びわ湖放送     | 独立局         | 2013年3月15日 19:00 - 20:54 | 同時ネット |
| 奈良県         | 奈良テレビ     | 独立局         | 2013年3月15日 19:00 - 20:54 | 同時ネット |
| 鳥取県・島根県 | 山陰放送       | TBS系列        | 2013年4月14日 15:30 - 16:54 | 30日遅れ   |
| 新潟県         | 新潟放送       | TBS系列        | 2013年4月20日 9:25 - 11:25  | 36日遅れ   |

## スタッフ

### 第5回（2013年7月28日放送）
- ナレーション：野島裕史、あまやゆか
- 構成：渡辺哲夫、出川真弘、桜井すぺいし、小林清人（第5・6回）
- TD：野瀬一成（第6回）
- 音声：三浦宏一（第6回）
- カメラ：千明裕史（第6回）
- L・D：長治憲明（第5・6回）
- 美術：薬師寺哲朗
- リサーチ：フルタイム（第6回）
- 撮影：田中秀幸、岩澤治（第4 - 6回）
- 編集：石川雅彦
- MA：船木優（第6回）
- 音効：島野高一
- TK：宇田直美（第6回）
- 協力：テレビ東京アート、テクノマックス、e-naスタジオ
- 番宣：渋谷牧代
- デスク：吉田麻紀子
- AD：佐熊智之、柏木孝夫（第4 - 6回）、渡部裕佳（第4 - 6回）
- ディレクター：太田博章、児山昌平（第5・6回）、長縄亮
- 演出：山田直子
- プロデューサー：平山大吾（第6回）、國弘明子
- チーフプロデューサー：加藤正敏
- 制作協力：Sala
- 制作著作：テレビ東京

### 過去のスタッフ
- 構成：剱持知子（第5回）
- リサーチ：平澤美紀（第3回）
- TD：菊地裕介（第3回）、近藤剛史（第4回）、池田浩之（第5回）
- 音声：五十嵐公彦（第3・4回）、葛西雅弘（第5回）
- カメラ：滝瀬勝彦（第3・5回）、吉田健吾（第4回）
- L・D：宮田和（第3・4回）
- 撮影：穂田健晴（第3回）
- MA：玉田良太（第3回）、富永憲一（第4・5回）
- TK：長坂真由美（第5回）
- 記録：宇田直美（第3・4回）
- AD：上田祐子（第4回）
- ディレクター：佐藤智治（第3回）、成田千明（第3・4回）、今井伸弥（第4・5回）
- プロデューサー：高瀬義和（ - 第5回）、小幡英司（第5回）